# 플로리츠도르프
플로리츠도르프(독일어: Floridsdorf)는 오스트리아 빈의 제 21구역이다.